# Bokkenpoot (kwast)
Een bokkenpoot is een teerkwast waarbij de kop met de haren schuin op de steel staat.
Er zijn lange en korte bokkenpoten. De lange bestaan uit een steel met een schuin omgezet stripje met een gat, waardoor het boutje van de kop met haar wordt gestoken. Deze worden voornamelijk gebruikt om grote vlakken te teren, bijvoorbeeld scheepsluiken en vroeger de romp van een binnenschip. De koolteer is verboden. De lengte is nodig om vanuit het gangboord te kunnen werken. 
Bij de korte ontbreekt het stripje en wordt het boutje door de afgeschuinde steel gestoken. Deze worden algemeen gebruikt.
Het komt voor dat een radiatorkwast voor een bokkenpoot wordt aangezien. Dat geldt ook voor de omgezette schilderskwast. Op de onderstaande rechter afbeelding is het verschil goed zichtbaar. 

Verschil tussen bokkenpoot, radiatorkwast en schilderskwast
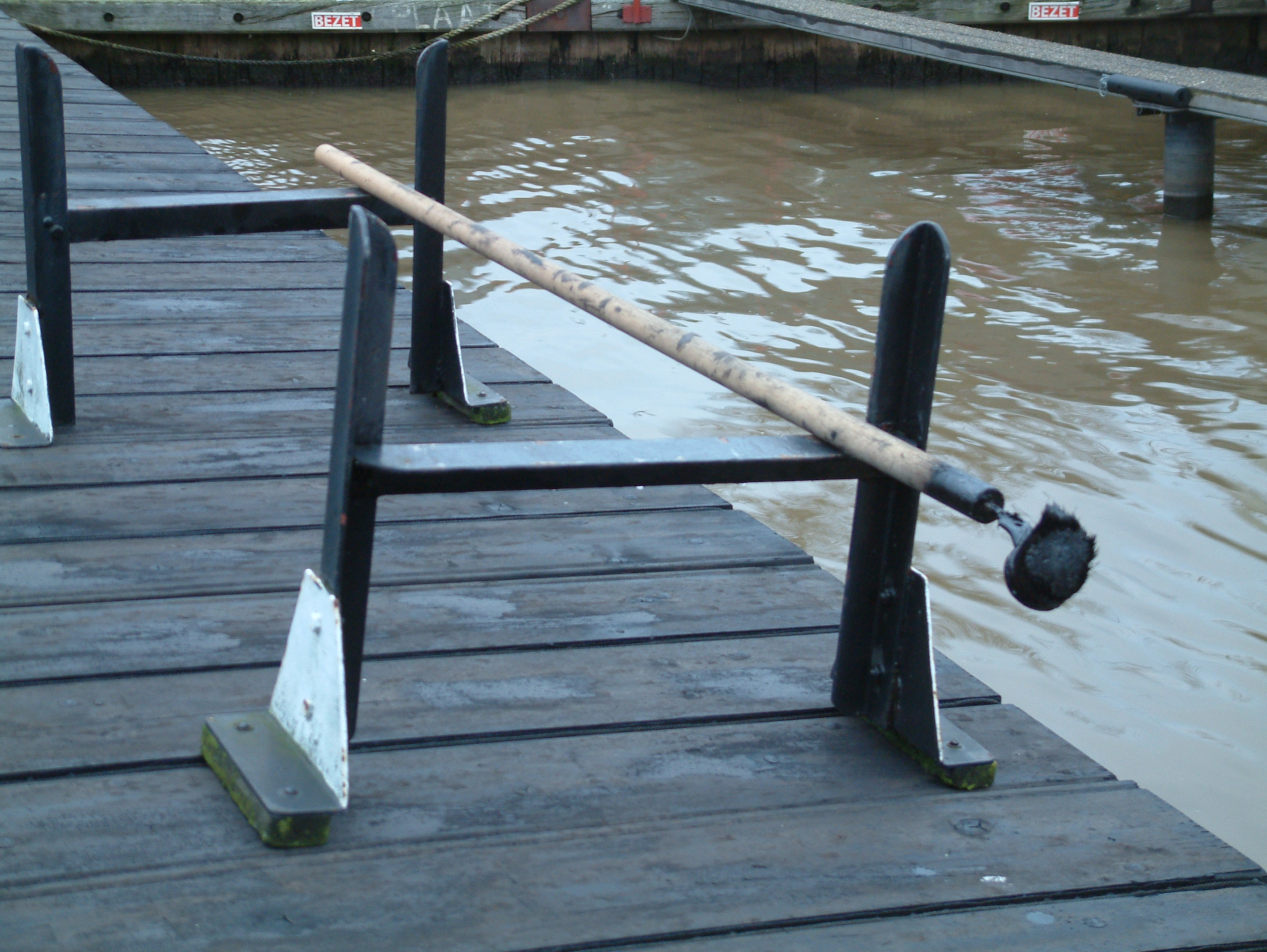
Lange bokkenpoot voor het teren van de luiken vanuit het gangboord
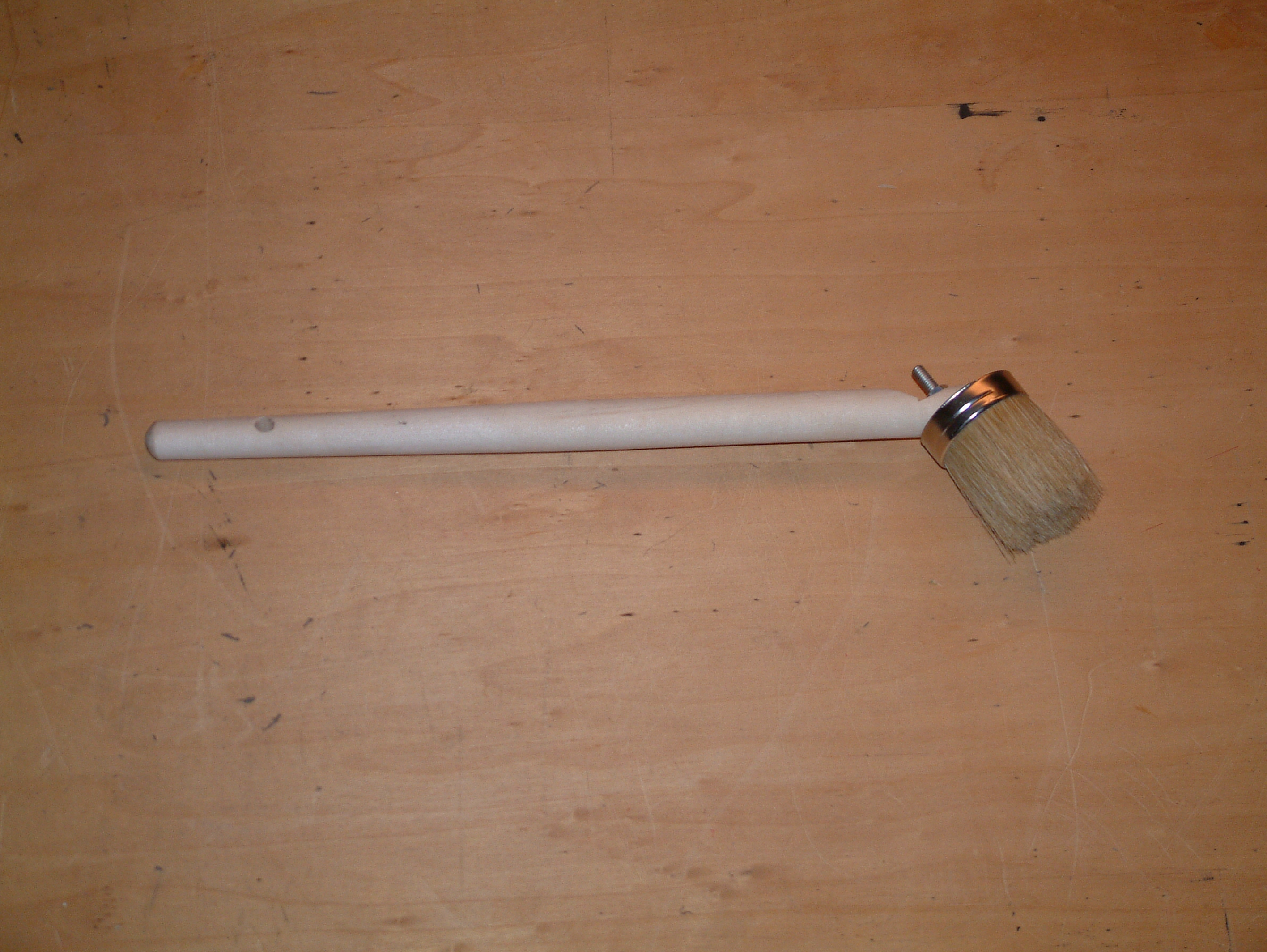
Kleine bokkenpoot voor algemeen gebruik
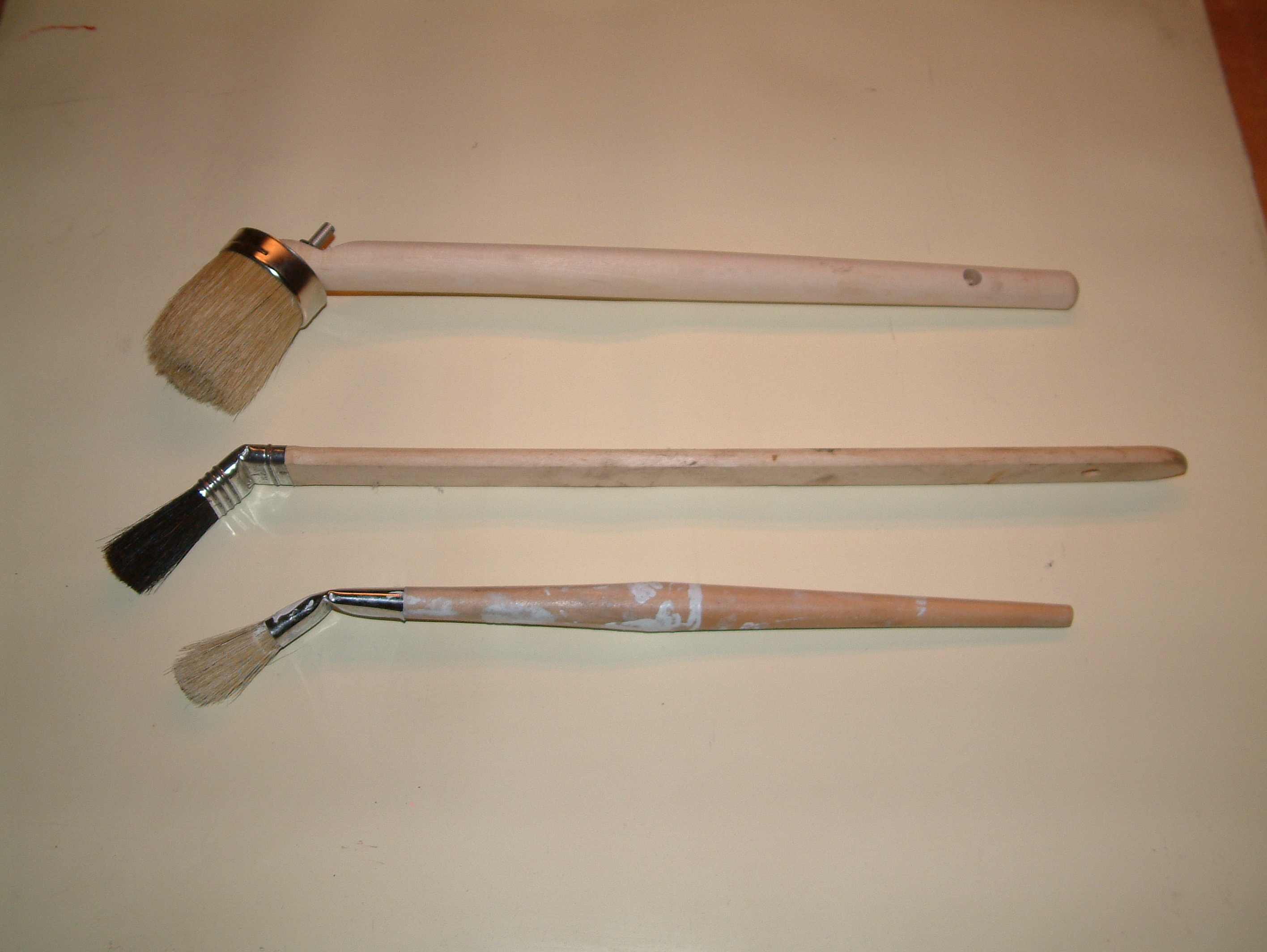
Drie verschillende stukjes gereedschap, van boven naar beneden: bokkenpoot, radiatorkwast, schilderskwast